# 微粗毛楼梯草
微粗毛楼梯草（学名：Elatostema strigillosum）为荨麻科楼梯草属下的一个种。

## 扩展阅读
- 維基物種上的相關：微粗毛楼梯草